# Bobilla nigrovus
Bobilla nigrovus är en insektsart som först beskrevs av Steven Swan 1972.  Bobilla nigrovus ingår i släktet Bobilla och familjen syrsor. Inga underarter finns listade i Catalogue of Life.